# Verneda de Sant Ponç
Verneda de Sant Ponç és una masia de Sant Sadurní d'Osormort (Osona) protegida com a bé cultural d'interès local.

## Descripció
Masia de planta rectangular coberta a quatre vessants i amb una llanterna a la art central de l'edifici. La façana té un portal d'arc rebaixat i pedra rogenca. La casa consta de planta baixa i dos pisos. A la part esquerra i formant angle recta s'hi adossa un cos de planta rectangular que constitueix la masoveria. Al centra d'aquest cos s'hi obren galeries amb baranes de fusta. Consta de planta baixa i un pis. Hi ha un mur que envolta la casa i les dependències agrícoles formant un clos tancat davant la casa: la lliça. A la part posterior de la casa s'obren galeries, formant arcs sostinguts per pilars de totxo. Altres materials constructius: la pedra, morter i tàpia.
Sala de planta quadrada i coberta de totxana. Als murs s'hi observen espieres i uns forats destinats a posar-hi bigues de fusta per tal de dividir l'espai en dos pisos. El portal que tanca la sala és adovellat a l'exterior mentre que a l'interior mostra un caire defensiu. Actualment es troba a l'interior del mas però al darrere de la casa hi observem parets i uns carreus que marquen l'angle de l'antiga sala i deixen constància de l'existència de dues edificacions diferents. S'utilitza com a celler de la masia.

## Història
Antic mas que ha sofert diverses reformes, al 1771 s'edificà el portal de la lliça i al 1863 és reedificà el mas convertint-lo en una masia senyorial tal com la podem veure avui. Val a dir, però, que s'hi observen elements constructius d'èpoques anteriors.
Encara que no se'n tingui notícies fins al segle x, l'edificació de sales tindrà importància en l'estructura posterior dels masos, que tenien un sentit menys defensiu i més residencial que els castells. La sala forma part del passat històric del mas i denota una cronologia molt anterior a les primeres notícies documentals d'aquest.
Les totxanes utilitzades en algunes parts del mas es feren en la mateixa bòbila de la casa.
Al mas s'hi conserva documentació des del segle xiv en un arxiu encara per catalogar així com eines interessants com les usades per espinyocar pinyes. L'arbre genealògic es remunta al 1322 i s'ha mantingut el mateix llinatge per bé que el cognom de Verneda es va perdre a la generació anterior en casar-se una pubilla del mas amb un tal Vilaró. Moment en que començar a dir-se Vilaró.